# Cidaphus rostratus
Cidaphus rostratus là một loài tò vò trong họ Ichneumonidae.